# Campeonato Sudamericano de Baloncesto de 1997
El Campeonato Sudamericano de Baloncesto de 1997 fue el 37.º Campeonato Sudamericano de Baloncesto. Fue disputado en el Gimnasio Pedro Elías Belisario Aponte de Maracaibo, Venezuela, del 20 al 27 de junio de 1997. Uruguay obtuvo su undécimo título.

## Equipos participantes
- Argentina

Luis Villar, Rubén Wolkowyski; Diego Osella, Esteban De la Fuente; Lucas Victoriano; Alejandro Montecchia; Hugo Sconochini; Gabriel Fernández; Daniel Farabello; Marcos Nóbile; Gabriel Díaz, Fabricio Oberto. DT: Julio Lamas. Asistente: Ruben Magnano.
- Brasil

Demetrius; Caio; Vanderlv; Joelcio; Carlos Do Nascimiento; Andres Mazzuchini Junior; Guimaraes; Marcelo Da Silva; Carvalho; Ricardo Prost; Antonio Nogueira; Andre Matoso Da Silva. DT: Helio Rubens. Asistente: Enio Vecchi.
- Bolivia

Diego Parraga; Claudio Mariscal; Marcelo Claros; Leonardo Mercado; Alex Peris; Manfredo Moreno; Claudio González; Álvaro Saavedra; Miguel Justiniano; Heriberto Iema; Roberto Pacheco; Jose Fernández. DT: Fernando Sejas. Asistente: Nestor Rodríguez.
- Chile

Patrick Sáez; Sandro Figueroa; Lino Sáez; Patricio Briones; Sandor Bravo; Fernando Teuber; Carlos San Cristóbal; Jorge Soto; Pablo Coro; Marcelo López; Saúl Guerra; Patricio Arroyo. DT: Juan Morales Rojas. Asistente: Marcos Guzmán.
- Colombia

Jair Grijalba; Pedro Ocorro; Enelio Moreno; Jimmy Mosquera; Francisco Angulo; Carlos Amaya; Victor Lever; Álvaro Teherán; Alberto Sinclair; Fidel Lozano, Mauricio Gutiérrez; Holman Amaya; Javier Gordon; Juan Felipe Montoya. DT: Guillermo Moreno. Asistente: Daladier D’marchay.
- Ecuador

Diego Romo; Otilio Valencia; Marcos Sánchez; Demetrio Vernaza; Vicente Diaz; Jose Obando; Ayub Sánchez; Jeff Escalante; Engel Tenorio; Arturo Chala; Franklin Nazareno; Luis Guzmán. DT: Gabriel Mitre. Asistente: John Romo.
- Paraguay

Arnoldo Penzkofer; Santiago Ochipinti; Luis Dose; Jose Carrillo; Giulio Laratro; Enrique Martínez; Eulalio Ramos; Victor Villalba; Sergio Marquez; Bruno Martinessi; Francisco Velásquez; William Gamon. DT: Andrés Gómez. Asistente: Manuel Sánchez.
- Perú

Ivan Raul Loayza Abregu; Renato Durand; Eduardo Vargas; Rafael Solari; Roberto Puente; Juan Monges; Omar Sosa; Rafael Hospina; Christian Alvarado; Luis Manrique; Juan Carlos Moy; Julio Monges. DT: Lorenzo Sologuren.
- Uruguay

Camilo Acosta; Marcel Bouzout; Marcelo Capalbo; Diego Losada; Nicolás Mazzarino; Adolfo Medrick; Oscar Moglia; Juan Moteldo; Freddy Navarrete; Luis Pierri; Julio Rivera; Jesús Rostan; Luis Silveira; Gustavo Szczygielski. DT: Víctor Hugo Berardi. Asistente: Enrique Perreta.
- Venezuela

Victor David Díaz, Omar Alejandro Walcot, Gabriel Estaba, Armando Becker, Ivan Olivares, Carlos Villasmil, Jose Echenique, Richard Lugo, Ludwing Irazabal, Victor González, Alejandro Quiroz y Richard Medina. Entrenador: Julio Toro. Los asistentes: Nestor Salazar y Sam Sheppard.

## Fase de grupos
Divididos en dos grupos de cinco, clasifican los dos primeros.

### Grupo A
|   | Equipo    | Pts | J | G | P | PF  | PC  | Dif  |
| - | --------- | --- | - | - | - | --- | --- | ---- |
| 1 | Venezuela | 8   | 4 | 4 | 0 | 329 | 250 | 79   |
| 2 | Argentina | 7   | 4 | 3 | 1 | 327 | 206 | 121  |
| 3 | Chile     | 6   | 4 | 2 | 2 | 243 | 264 | -21  |
| 4 | Ecuador   | 5   | 4 | 1 | 3 | 253 | 311 | -58  |
| 5 | Perú      | 4   | 4 | 0 | 4 | 221 | 342 | -121 |

| 20 de junio             | Argentina               | 85 - 59                 | Ecuador                                          |  |
|                         |                         |                         |                                                  |  |
| Parciales: 41-30, 44-29 | Parciales: 41-30, 44-29 | Parciales: 41-30, 44-29 | Gimnasio Pedro Elías Belisario Aponte, Maracaibo |  |

| 20 de junio             | Venezuela               | 91 - 58                 | Perú                                             |  |
|                         |                         |                         |                                                  |  |
| Parciales: 48-23, 43-35 | Parciales: 48-23, 43-35 | Parciales: 48-23, 43-35 | Gimnasio Pedro Elías Belisario Aponte, Maracaibo |  |

| 21 de junio             | Ecuador                 | 74 - 68                 | Perú                                             |  |
|                         |                         |                         |                                                  |  |
| Parciales: 32-33, 42-35 | Parciales: 32-33, 42-35 | Parciales: 32-33, 42-35 | Gimnasio Pedro Elías Belisario Aponte, Maracaibo |  |

| 21 de junio             | Venezuela               | 80 - 51                 | Chile                                            |  |
|                         |                         |                         |                                                  |  |
| Parciales: 33-27, 47-24 | Parciales: 33-27, 47-24 | Parciales: 33-27, 47-24 | Gimnasio Pedro Elías Belisario Aponte, Maracaibo |  |

| 22 de junio             | Argentina               | 78 - 40                 | Chile                                            |  |
|                         |                         |                         |                                                  |  |
| Parciales: 45-27, 33-13 | Parciales: 45-27, 33-13 | Parciales: 45-27, 33-13 | Gimnasio Pedro Elías Belisario Aponte, Maracaibo |  |

| 22 de junio             | Venezuela               | 88 - 72                 | Ecuador                                          |  |
|                         |                         |                         |                                                  |  |
| Parciales: 39-29, 49-43 | Parciales: 39-29, 49-43 | Parciales: 39-29, 49-43 | Gimnasio Pedro Elías Belisario Aponte, Maracaibo |  |

| 23 de junio             | Argentina               | 95 - 37                 | Perú                                             |  |
|                         |                         |                         |                                                  |  |
| Parciales: 48-18, 47-19 | Parciales: 48-18, 47-19 | Parciales: 48-18, 47-19 | Gimnasio Pedro Elías Belisario Aponte, Maracaibo |  |

| 23 de junio             | Chile                   | 70 - 48                 | Ecuador                                          |  |
|                         |                         |                         |                                                  |  |
| Parciales: 25-22, 45-26 | Parciales: 25-22, 45-26 | Parciales: 25-22, 45-26 | Gimnasio Pedro Elías Belisario Aponte, Maracaibo |  |

| 24 de junio             | Perú                    | 58 - 82                 | Chile                                            |  |
|                         |                         |                         |                                                  |  |
| Parciales: 33-41, 25-41 | Parciales: 33-41, 25-41 | Parciales: 33-41, 25-41 | Gimnasio Pedro Elías Belisario Aponte, Maracaibo |  |

| 24 de junio             | Venezuela               | 70 - 69                 | Argentina                                        |  |
|                         |                         |                         |                                                  |  |
| Parciales: 27-36, 43-33 | Parciales: 27-36, 43-33 | Parciales: 27-36, 43-33 | Gimnasio Pedro Elías Belisario Aponte, Maracaibo |  |

### Grupo B
|   | Equipo   | Pts | J | G | P | PF  | PC  | Dif  |
| - | -------- | --- | - | - | - | --- | --- | ---- |
| 1 | Brasil   | 8   | 4 | 4 | 0 | 386 | 226 | 160  |
| 2 | Uruguay  | 7   | 4 | 3 | 1 | 394 | 247 | 147  |
| 3 | Colombia | 6   | 4 | 2 | 2 | 300 | 306 | -6   |
| 4 | Paraguay | 5   | 4 | 1 | 3 | 273 | 323 | -50  |
| 5 | Bolivia  | 4   | 4 | 0 | 4 | 187 | 438 | -251 |

| 20 de junio             | Bolivia                 | 50 - 127                | Uruguay                                          |  |
|                         |                         |                         |                                                  |  |
| Parciales: 24-63, 26-64 | Parciales: 24-63, 26-64 | Parciales: 24-63, 26-64 | Gimnasio Pedro Elías Belisario Aponte, Maracaibo |  |

| 20 de junio             | Colombia                | 62 - 103                | Brasil                                           |  |
|                         |                         |                         |                                                  |  |
| Parciales: 29-58, 33-45 | Parciales: 29-58, 33-45 | Parciales: 29-58, 33-45 | Gimnasio Pedro Elías Belisario Aponte, Maracaibo |  |

| 21 de junio             | Paraguay                | 59 - 99                 | Uruguay                                          |  |
|                         |                         |                         |                                                  |  |
| Parciales: 27-44, 32-55 | Parciales: 27-44, 32-55 | Parciales: 27-44, 32-55 | Gimnasio Pedro Elías Belisario Aponte, Maracaibo |  |

| 21 de junio             | Bolivia                 | 36 - 109                | Brasil                                           |  |
|                         |                         |                         |                                                  |  |
| Parciales: 10-51, 26-58 | Parciales: 10-51, 26-58 | Parciales: 10-51, 26-58 | Gimnasio Pedro Elías Belisario Aponte, Maracaibo |  |

| 22 de junio             | Bolivia                 | 49 - 103                | Paraguay                                         |  |
|                         |                         |                         |                                                  |  |
| Parciales: 18-43, 31-60 | Parciales: 18-43, 31-60 | Parciales: 18-43, 31-60 | Gimnasio Pedro Elías Belisario Aponte, Maracaibo |  |

| 22 de junio             | Colombia                | 63 - 94                 | Uruguay                                          |  |
|                         |                         |                         |                                                  |  |
| Parciales: 24-55, 39-39 | Parciales: 24-55, 39-39 | Parciales: 24-55, 39-39 | Gimnasio Pedro Elías Belisario Aponte, Maracaibo |  |

| 23 de junio             | Brasil                  | 99 - 54                 | Paraguay                                         |  |
|                         |                         |                         |                                                  |  |
| Parciales: 52-24, 47-30 | Parciales: 52-24, 47-30 | Parciales: 52-24, 47-30 | Gimnasio Pedro Elías Belisario Aponte, Maracaibo |  |

| 23 de junio             | Colombia                | 99 - 52                 | Bolivia                                          |  |
|                         |                         |                         |                                                  |  |
| Parciales: 53-20, 46-32 | Parciales: 53-20, 46-32 | Parciales: 53-20, 46-32 | Gimnasio Pedro Elías Belisario Aponte, Maracaibo |  |

| 24 de junio             | Colombia                | 76 - 57                 | Paraguay                                         |  |
|                         |                         |                         |                                                  |  |
| Parciales: 40-30, 36-27 | Parciales: 40-30, 36-27 | Parciales: 40-30, 36-27 | Gimnasio Pedro Elías Belisario Aponte, Maracaibo |  |

| 24 de junio             | Uruguay                 | 74 - 75                 | Brasil                                           |  |
|                         |                         |                         |                                                  |  |
| Parciales: 39-42, 35-33 | Parciales: 39-42, 35-33 | Parciales: 39-42, 35-33 | Gimnasio Pedro Elías Belisario Aponte, Maracaibo |  |

## Partido por el noveno puesto
|                         | Perú                    | 80 - 56                 | Bolivia                                          |  |
|                         |                         |                         |                                                  |  |
| Parciales: 35-33, 45-23 | Parciales: 35-33, 45-23 | Parciales: 35-33, 45-23 | Gimnasio Pedro Elías Belisario Aponte, Maracaibo |  |

## Partido por el séptimo puesto
|                         | Ecuador                 | 64 - 73                 | Paraguay                                         |  |
|                         |                         |                         |                                                  |  |
| Parciales: 25-38, 39-35 | Parciales: 25-38, 39-35 | Parciales: 25-38, 39-35 | Gimnasio Pedro Elías Belisario Aponte, Maracaibo |  |

## Partido por el quinto puesto
|                         | Chile                   | 77 - 80                 | Colombia                                         |  |
|                         |                         |                         |                                                  |  |
| Parciales: 35-41, 42-39 | Parciales: 35-41, 42-39 | Parciales: 35-41, 42-39 | Gimnasio Pedro Elías Belisario Aponte, Maracaibo |  |

## Fase final
Para esta fase los cuatro equipos clasificados se enfrentan entre sí. El equipo con mejor puntaje se corona campeón del Campeonato Sudamericano. Si dos o más equipos resultaban con igual puntaje se toma en cuenta el enfrentamiento directo entre los equipos.
|   | Equipo    | Pts | J | G | P |
| - | --------- | --- | - | - | - |
| 1 | Uruguay*  | 5   | 3 | 2 | 1 |
| 2 | Venezuela | 5   | 3 | 2 | 1 |
| 3 | Argentina | 4   | 3 | 1 | 2 |
| 4 | Brasil    | 4   | 3 | 1 | 2 |

| 25 de junio             | Brasil                  | 87 - 91                 | Argentina                                        |  |
|                         |                         |                         |                                                  |  |
| Parciales: 37-52, 50-39 | Parciales: 37-52, 50-39 | Parciales: 37-52, 50-39 | Gimnasio Pedro Elías Belisario Aponte, Maracaibo |  |

| 25 de junio             | Venezuela               | 89 - 96                 | Uruguay                                          |  |
|                         |                         |                         |                                                  |  |
| Parciales: 50-48, 39-48 | Parciales: 50-48, 39-48 | Parciales: 50-48, 39-48 | Gimnasio Pedro Elías Belisario Aponte, Maracaibo |  |

| 26 de junio             | Brasil                  | 86 - 76                 | Uruguay                                          |  |
|                         |                         |                         |                                                  |  |
| Parciales: 39-30, 47-46 | Parciales: 39-30, 47-46 | Parciales: 39-30, 47-46 | Gimnasio Pedro Elías Belisario Aponte, Maracaibo |  |

| 26 de junio             | Venezuela               | 87 - 78                 | Argentina                                        |  |
|                         |                         |                         |                                                  |  |
| Parciales: 46-35, 41-43 | Parciales: 46-35, 41-43 | Parciales: 46-35, 41-43 | Gimnasio Pedro Elías Belisario Aponte, Maracaibo |  |

| 27 de junio             | Argentina               | 78 - 80                 | Uruguay                                          |  |
|                         |                         |                         |                                                  |  |
| Parciales: 41-51, 37-29 | Parciales: 41-51, 37-29 | Parciales: 41-51, 37-29 | Gimnasio Pedro Elías Belisario Aponte, Maracaibo |  |

| 27 de junio             | Venezuela               | 87 - 81                 | Brasil                                           |  |
|                         |                         |                         |                                                  |  |
| Parciales: 49-50, 38-31 | Parciales: 49-50, 38-31 | Parciales: 49-50, 38-31 | Gimnasio Pedro Elías Belisario Aponte, Maracaibo |  |

| Uruguay         |
| Campeón Uruguay |
| Undécimo título |